# アメリカの夜 (テレビ番組)
『アメリカの夜』（アメリカのよる）は、1991年10月16日から1992年3月までフジテレビの深夜番組放送枠『MIDNIGHT TV+』で放送されたバラエティ番組。

## 概要
毎回「照明」や「モンタージュ」といった映画に使われている撮影技法を1つ取り上げ、実際の映画作品を例に用いながらホスト役の宝田明が解説していく。後にスペシャルとして「アメリカの『アメリカの夜』」と題した1時間番組も放送された。
番組のオープニングテーマには、番組タイトルの元となったフランス映画「映画に愛をこめて アメリカの夜」のテーマ曲が使用されていた。

## 番組で扱われたテーマ
- レンズ
- カット割りとつながり
- 移動ショット
- ライティング
- オーバー・ラップ
- アングル
- 映画の中の音
- ズーム
- クレーン
- スローモーション
- パン・フォーカス
- 編集
- モンタージュ
- ワイプ
- レンブラントライト
- 映画音楽
- ステディカム
- 特殊効果
- タイトル

## スタッフ
- 企画：清水賢治、石原隆
- 構成：渡辺健一
- 監修：西村雄一郎著「映画に学ぶビデオ術」より
- ナレーター：近藤サト（この年入社の新人アナウンサー）
- 協力：宝田企画、月刊VIDEO CAPA
- ディレクター：本広克行、今野貴之
- プロデューサー：船津浩一、黒田徹也
- 制作協力：共同テレビ
- 制作著作：フジテレビ

| フジテレビ 水曜25:10 - 25:40枠 | フジテレビ 水曜25:10 - 25:40枠 | フジテレビ 水曜25:10 - 25:40枠 |
| 前番組                         | 番組名                         | 次番組                         |
| ------------------------------ | ------------------------------ | ------------------------------ |
| アインシュタイン               | アメリカの夜                   | 皆殺しの數學                   |